# Pierre Coysevox
Pour les articles homonymes, voir Coysevox.
Pierre Coysevox (Quoysevaux ou Coiseveaux) est un maître-menuisier, huchier, sculpteur sur bois et ébéniste français du XVIIe siècle, né à Dampierre-sur-le-Doubs. Il est le père du sculpteur Antoine Coysevox (1640-1720), le grand-père des sculpteurs Nicolas et Guillaume Coustou et l'arrière grand-père du sculpteur Guillaume Coustou fils.

## Biographie

### Origine
Pierre Coysevox naît vraisemblablement dans le premier quart du XVIIe siècle à Dampierre-sur-le-Doubs,(actuel département du Doubs), fils de Sermon Coysevox et Légière Briliou. Il naît sujet du roi d'Espagne en Franche-Comté (cette province n'est rattachée à la France qu'en 1678).
L'éloge funèbre d'Antoine Coysevox lui attribue une origine espagnole, tandis qu'une source ancienne affirme que Pierre Coysevox serait originaire de Madrid.
Le nom de famille Quoizeveau s'écrit d'une quantité de façons aussi différentes que Coëzevau, Coiseveau, etc. Antoine Coysevox inaugure la graphie « Coysevox » avant de l'adopter définitivement à partir de 1679. Sans doute est-il à propos d'indiquer que le village de Coisevaux, Franche-Comté, se situe à une douzaine de kilomètres au nord de Dampierre.

### Vie adulte
Pierre Coysevox s'installe à Lyon en 1635, où il est reçu « maître menuisier » dans la corporation l'année suivante, avant d'y obtenir le droit de bourgeoisie en 1642, désavouant par cet acte son seigneur le roi d'Espagne et se déclarant sujet du roi de France (le droit de bourgeoisie permettant, dans l'Ancien Régime, de dépendre d'une commune et d'aucun suzerain autre que le roi) et catholique, ; l'édit de Nantes étant en vigueur, la religion catholique n'était pas obligatoire dans les États du roi de France, contrairement à ceux du roi d'Espagne ; comme on n'a pas retrouvé son acte de baptême, un doute subsiste quant à sa religion. Ces actes, accomplis dans les délais minimaux, impliquent qu'il possède des biens et a acquis une maison d'une valeur minimale.
La date de décès de Pierre Coysevox n'est pas connue. Il meurt probablement dans la seconde moitié du XVIIe siècle.

### Famille
Pierre Coysevox épouse Isabeau (ou Ysabeau) Morel, lyonnaise en 1635. De cette union naissent au moins Madeleine (mariée avant 1664), Claudine (née en 1638), Guillaume (1637)[réf. souhaitée] et Antoine (1640), époque à laquelle Pierre Coysevox réside dans la paroisse de Saint-Nizier à Lyon.
D'après certains auteurs modernes, il assure la formation primitive de son fils Antoine qui aurait d'abord débuté par la sculpture sur bois. Il n'est pas le seul à pouvoir le faire : la sœur aînée d'Antoine, Claudine, épouse François Coustou, fils d'un collègue menuisier ; elle est la mère des sculpteurs Nicolas Coustou et Guillaume Coustou. Ce dernier, sculpteur sur bois réputé, aurait pu également guider le fils de son futur beau-père.
Guillaume Coysevox, frère d'Antoine resté à Lyon, prend lui aussi en 1677 la qualification de sculpteur, signant Coizevaux,.

## Œuvres

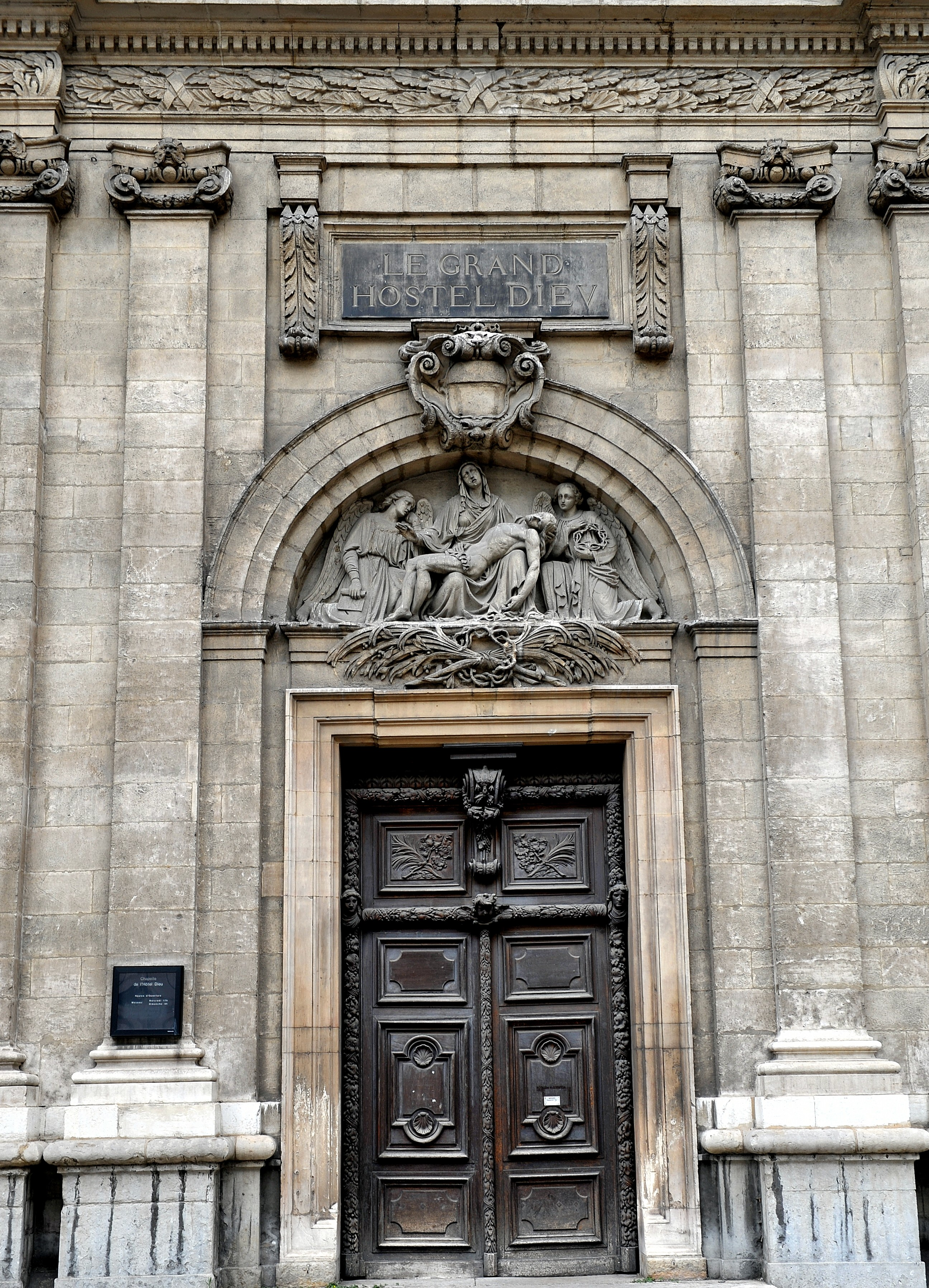
Porte de la Chapelle de l'Hôtel-Dieu à Lyon.

En 1652, il réalise avec Claude Delron, menuisier comme lui, la porte en noyer de la chapelle de l'Hôtel-Dieu de Lyon.